# Сэнсом, Кен
Кен Сэ́нсом (англ. Ken Sansom; 2 апреля 1927, Солт-Лейк-Сити — 8 октября 2012, Холладей, Юта) — американский актёр кино, телевидения и озвучивания. Наиболее известен озвучиванием Кролика в диснеевской серии «Винни-Пух» с 1988 по 2010 год.

## Биография
Фрэнк Кеннет Сэнсом родился 2 апреля 1927 года в городе Солт-Лейк-Сити (штат Юта, США). В 1944 году окончил старшую школу «Восточная», после чего 17-летний юноша немедленно был призван в армию, служил в ВМС. После окончания Второй мировой войны Сэнсом поступил в Университет Юты, но не окончил его, так как перевёлся в Университет Бригама Янга. Окончил вуз со степенью бакалавра по специальности «Радиовещание» в 1949 году. В течение Корейской войны (1950—1953) Сэнсом снова служил во флоте, но так как он был членом объединения «Объединённые организации обслуживания», то фактически занимался организацией досуга американских солдат в Корее.
В 1957 году Сэнсом переехал в Лос-Анджелес и начал вести собственное развлекательное радиошоу Sansom and Then Some. В 1970 году 43-летний Сэнсом впервые попробовал себя как актёра озвучивания — первой его работой стал мультфильм «Костяная аллея», где он озвучил кошку. С того же года Сэнсом стал регулярно появляться в телесериалах и телефильмах, а в 1973 году зрители впервые увидели актёра «вживую» на широком экране — в фильме «Долгое прощание». С 1988 по 2010 год Сэнсом был официальным голосом мультипликационного Кролика в диснеевской серии «Винни-Пух», в 2003—2007 годах он также озвучил этого персонажа в четырёх компьютерных играх. Эту эстафету Сэнсом принял у актёра Джуниуса Мэттьюса (1890—1978), который был голосом Кролика с 1966 по 1977 год. Сэнсом работал актёром озвучивания до 83-летнего возраста.
Кен Сэнсом был членом организации «Церковь Иисуса Христа Святых последних дней».
В 1961 году Сэнсом женился на женщине по имени Карла. Пара прожила вместе 51 год до самой смерти актёра. В браке родилось трое детей: Мэттиас, Мелани и Мелисса.
Кен Сэнсом скончался 8 октября 2012 года в городе Холладей (штат Юта) от инсульта. На тот момент у актёра было трое детей, девять внуков и внучек, и шестнадцать правнуков и правнучек.

## Избранная фильмография

### Широкий экран
Кроме озвучивания
- 1973 — Долгое прощание / The Long Goodbye — охранник в колонии
- 1973 — Афера / The Sting — сотрудник Western Union
- 1974 — Герби снова на ходу[англ.] / Herbie Rides Again — адвокат
- 1974 — Аэропорт 1975 / Airport 1975 — Гэри
- 1975 — Смешная леди / Funny Lady — Фредерик Мартин (Папочка)

### Телевидение
Кроме озвучивания
- 1970—1971 — Мэйберри[англ.] / Mayberry R.F.D. — Кларенс Фергюсон (в 3 эпизодах)
- 1971 — Семейка Брейди / The Brady Bunch — Стэн Джейкобсен (в 1 эпизоде)
- 1971 — Комната 222[англ.] / Room 222 — Фред Бимен (в 1 эпизоде)
- 1971 — Джулия[англ.] / Julia — турагент (в 1 эпизоде)
- 1971 — Странная парочка[англ.] / The Odd Couple — мистер Туитчелл (в 1 эпизоде)
- 1972 — Все в семье / All in the Family — агент IRS (в 1 эпизоде)
- 1973 — Коломбо / Columbo — Пол (в 1 эпизоде)
- 1973 — Дикарь[англ.] / Savage — клерк
- 1975 — Детектив Кэннон[англ.] / Cannon — клерк (в 1 эпизоде)
- 1975 — Гарри О.[англ.] / Harry O — мистер Ходжес (в 1 эпизоде)
- 1975 — Спецназ / S.W.A.T. — продавец (в 2 эпизодах)
- 1975 — Мод[англ.] / Maude — телеинтервьюер (в 1 эпизоде)
- 1976 — Гриффин и Феникс[англ.] / Griffin and Phoenix — доктор Хардинг
- 1976 — Ангелы Чарли / Charlie’s Angels — клерк (в 1 эпизоде)
- 1976 — Дни нашей жизни / Days of Our Lives — Фредерик Пауэлл (в 1 эпизоде)
- 1977 — Удивительный Говард Хьюз[англ.] / The Amazing Howard Hughes — больничный администратор
- 1977 — Добро пожаловать назад, Коттер[англ.] / Welcome Back, Kotter — будущий отец (в 1 эпизоде)
- 1977 — Баретта / Baretta — Майерс (в 1 эпизоде)
- 1978 — Чико и человек[англ.] / Chico and the Man — доктор Уилсон (в 1 эпизоде)
- 1979, 1981 — Лу Грант / Lou Grant — разные роли (в 2 эпизодах)
- 1980 — Белая Тень[англ.] / The White Shadow — мистер Хайд (в 1 эпизоде)
- 1980 — Восьми достаточно / Eight Is Enough — Байрон (в 1 эпизоде)
- 1981 — Уолтоны / The Waltons — доктор Коул (в 1 эпизоде)
- 1981 — Калифорнийский дорожный патруль[англ.] / CHiPs — клерк (в 1 эпизоде)
- 1981 — Медэксперт Куинси[англ.] / Quincy, M.E. — Дэвидсон (в 1 эпизоде)
- 1983 — Супруги Харт / Hart to Hart — Джек Бёрк (в 1 эпизоде)
- 1983 — Автомен / Automan — министр (в 1 эпизоде)
- 1984, 1987 — Ньюхарт[англ.] / Newhart — участник встречи / гость (в 2 эпизодах)
- 1985 — Тихая пристань / Knots Landing — Джон Дэвис (в 1 эпизоде)
- 1985 — Ремингтон Стил / Remington Steele — Роджерс (в 1 эпизоде)
- 1985—1986 — Она написала убийство / Murder, She Wrote — Берт / мужчина (в 3 эпизодах)
- 1987 — Путь на небеса[англ.] / Highway to Heaven — Перкинс (в 1 эпизоде)

### Озвучивание
Широкий экран, телевидение, видео и компьютерные игры
- 1970 — Костяная аллея[англ.] / Shinbone Alley — кошка Рози
- 1979 — Щелкунчик[англ.] / Nutcracker Fantasy — гофмейстер / Мудрый поэт (в англоязычной адаптации)
- 1979 — Приключения котёнка Банджо[англ.] / Banjo the Woodpile Cat — второстепенные персонажи
- 1983—1984 — Крохи[англ.] / The Littles — доктор Хантер / Петерсон (в 21 эпизоде)
- 1984 — Новые тайны Скуби-Ду[англ.] / The New Scooby-Doo Mysteries — Коудфингер (в 1 эпизоде)
- 1984—1985 — Трансформеры / The Transformers — Пёс / доктор Пол Гейтс (в 29 эпизодах)
- 1985 — Супермощная команда: Стражи Галактики[англ.] / The Super Powers Team: Galactic Guardians — второстепенные персонажи (в 1 эпизоде)
- 1985 — Снорки[англ.] / Snorks — второстепенные персонажи (в 1 эпизоде)
- 1985 — Звёздный патруль: Легенда об Орине / Starchaser: The Legend of Orin — Магреб
- 1986—1987 — Элвин и бурундуки[англ.] / Alvin and the Chipmunks — второстепенные персонажи (в 16 эпизодах)
- 1988—1991 — Новые приключения Винни-Пуха / The New Adventures of Winnie the Pooh — Кролик (в 48 эпизодах)
- 1990 — Чудеса на виражах / TaleSpin — Ральф Трогмортон (в 1 эпизоде)
- 1991 — Винни-Пух и Рождество[англ.] / Winnie the Pooh and Christmas Too — Кролик
- 1997 — Великое путешествие Пуха: В поисках Кристофера Робина / Pooh’s Grand Adventure: The Search for Christopher Robin — Кролик
- 1998 — Винни-Пух и День благодарения[англ.] / A Winnie the Pooh Thanksgiving — Кролик
- 1999 — Винни-Пух: Валентинка для тебя[англ.] / A Valentine for You — Кролик
- 1999 — Винни-Пух: Время делать подарки / Seasons of Giving — Кролик
- 2000 — Приключения Тигрули / The Tigger Movie — Кролик
- 2001 — Книга Пуха: Истории от сердца[англ.] / The Book of Pooh: Stories from the Heart — Кролик
- 2001—2002 — Книга Пуха[англ.] / The Book of Pooh — Кролик (в 19 эпизодах)
- 2002 — Винни-Пух: Рождественский Пух[англ.] / A Very Merry Pooh Year — Кролик
- 2003 — Большой фильм про Поросёнка / Piglet’s Big Movie — Кролик
- 2003 — Piglet's Big Game[англ.] — Кролик
- 2004 — Винни-Пух: Весенние денёчки с малышом Ру / Springtime with Roo — Кролик
- 2005 — Winnie the Pooh's Rumbly Tumbly Adventure[англ.] — Кролик
- 2005 — Винни и Слонотоп / Pooh’s Heffalump Movie — Кролик
- 2005 — Винни-Пух и Слонотоп: Хэллоуин / Pooh’s Heffalump Halloween Movie — Кролик
- 2005 — Kingdom Hearts II — Кролик (в англоязычной адаптации)
- 2007 — Kingdom Hearts II: Final Mix+ — Кролик (в англоязычной адаптации)
- 2007 — Фильм о Пухе — Рождественском супер-сыщике[англ.] / Super Sleuth Christmas Movie — Кролик
- 2007—2009 — Мои друзья Тигруля и Винни[англ.] / My Friends Tigger & Pooh — Кролик (в 28 эпизодах)
- 2009 — Мои друзья Тигруля и Винни: Мюзикл волшебного леса / Tigger & Pooh and a Musical Too — Кролик
- 2010 — Мои друзья Тигруля и Винни: Супер-пупер сыщики[англ.] / Super Duper Super Sleuths — Кролик